# Segonzac (Corrèze)
Segonzac ist eine Gemeinde in Frankreich. Sie gehört zur Region Nouvelle-Aquitaine, zum Département Corrèze und zum Arrondissement Brive-la-Gaillarde. 

## Lage
Segonzac ist die westlichste Gemeinde des Départements Corrèze. Sie grenzt im Norden an Juillac, im Nordosten an Rosiers-de-Juillac, im Osten an Ayen, im Südosten an Saint-Robert, im Süden an Coubjours, im Südwesten an Teillots und im Westen an Sainte-Trie. Im Gemeindegebiet entspringt das Flüsschen Dalon, ein Zufluss zur Auvézère.

## Bevölkerungsentwicklung
| Jahr      | 1962 | 1968 | 1975 | 1982 | 1990 | 1999 | 2008 | 2012 |
| --------- | ---- | ---- | ---- | ---- | ---- | ---- | ---- | ---- |
| Einwohner | 425  | 375  | 329  | 327  | 253  | 239  | 237  | 227  |